# Schwellpfeil

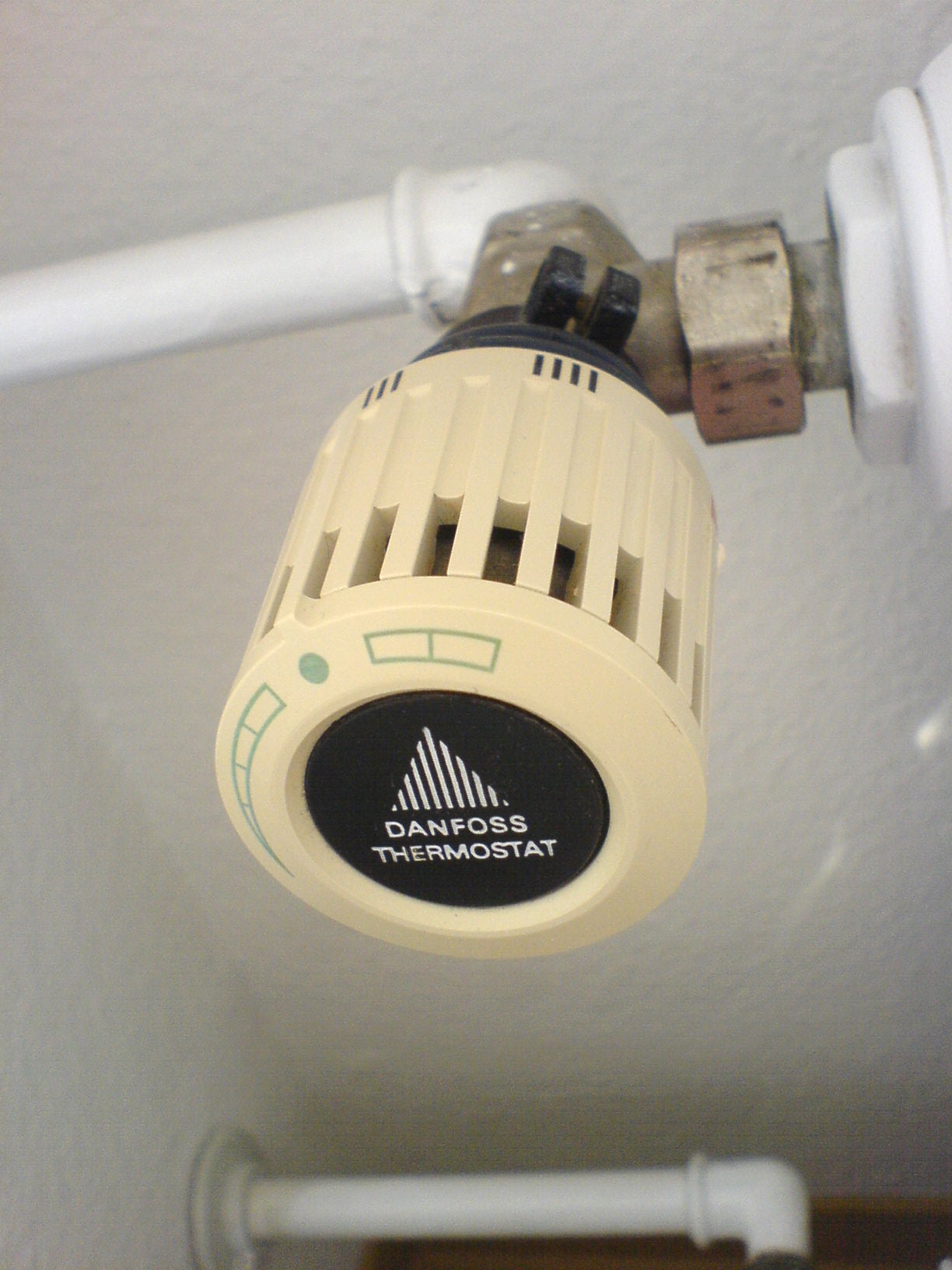
Schwellpfeil an einem Heizkörperthermostat
(außen auf weißem Grund)

Ein Schwellpfeil, englisch swelling arrow, ist ein grafisches Element in Form eines sich der Länge nach verjüngenden oder breiter werdenden Pfeiles, das häufig auf oder an Dreh- oder Schiebereglern aufgebracht ist. Er kennzeichnet die Zunahme einer quantitativen Größe.
Die Dicke des Schwellpfeiles an einer bestimmten Stelle kann auch die derzeitige Einstellung des Reglers hinsichtlich des minimalen und maximalen einstellbaren Wertes symbolisieren. Schwellpfeile werden gerne bei Einstellelementen eingesetzt, bei denen eine Skala mit absoluten Werten irrelevant oder für den Anwender nichtssagend wäre, wie bei Lautstärkereglern oder Heizungsthermostaten. Bei Lautstärkereglern, die neben anderen Reglern, beispielsweise für Klang (Höhen, Tiefen) angebracht sind, dient es dem Anwender unabhängig von der Sprache zum Erkennen der Funktion.
Mittlerweile wird das Symbol auch in Displays dargestellt.

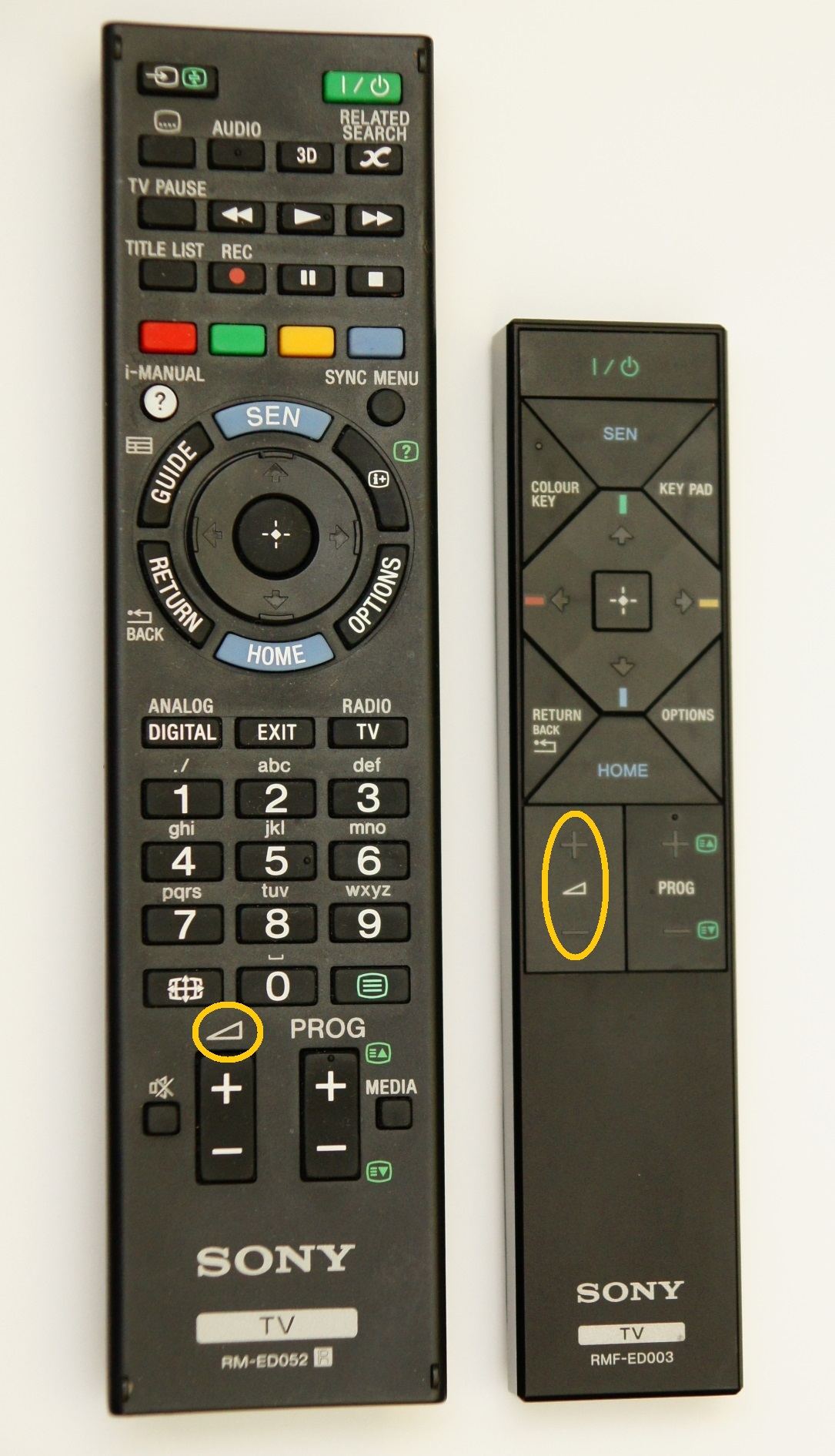
Schwellpfeile auf Fernbedienungen
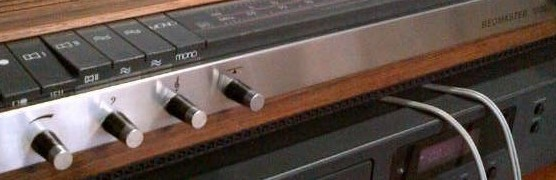
Schwellpfeil an einem Receiver (linker Regler)
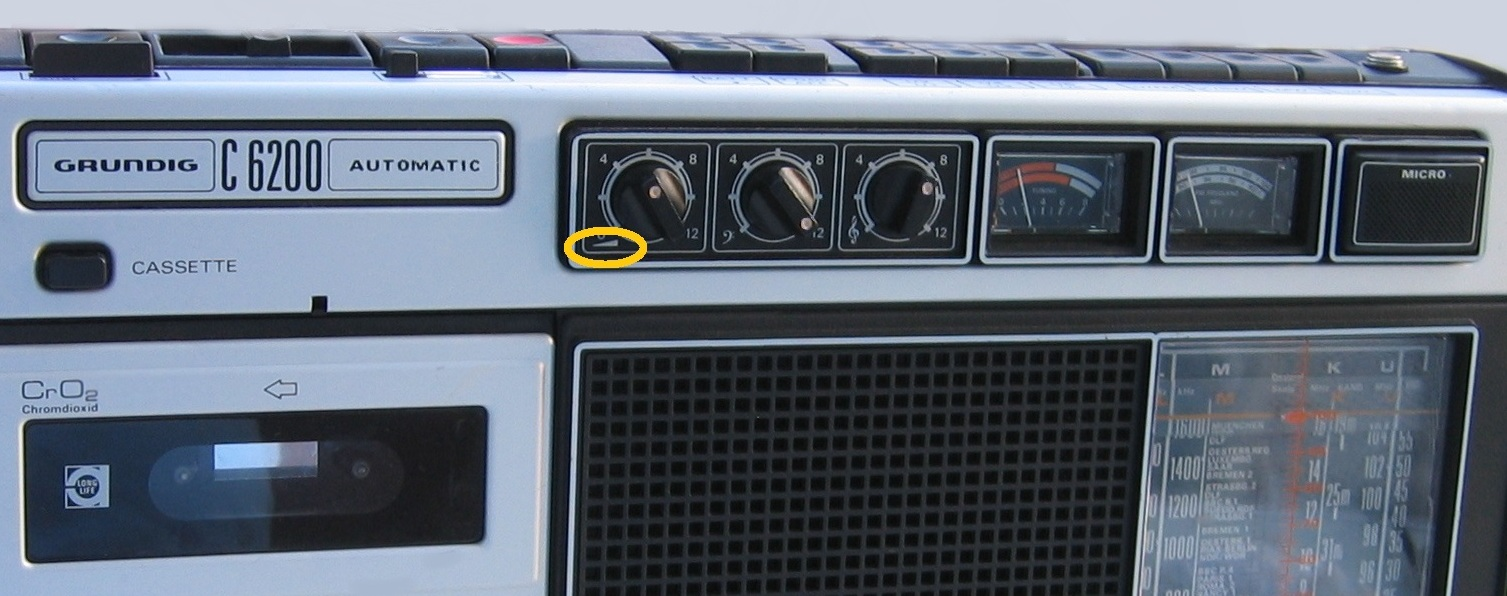
Schwellpfeil an einem Radiorekorder
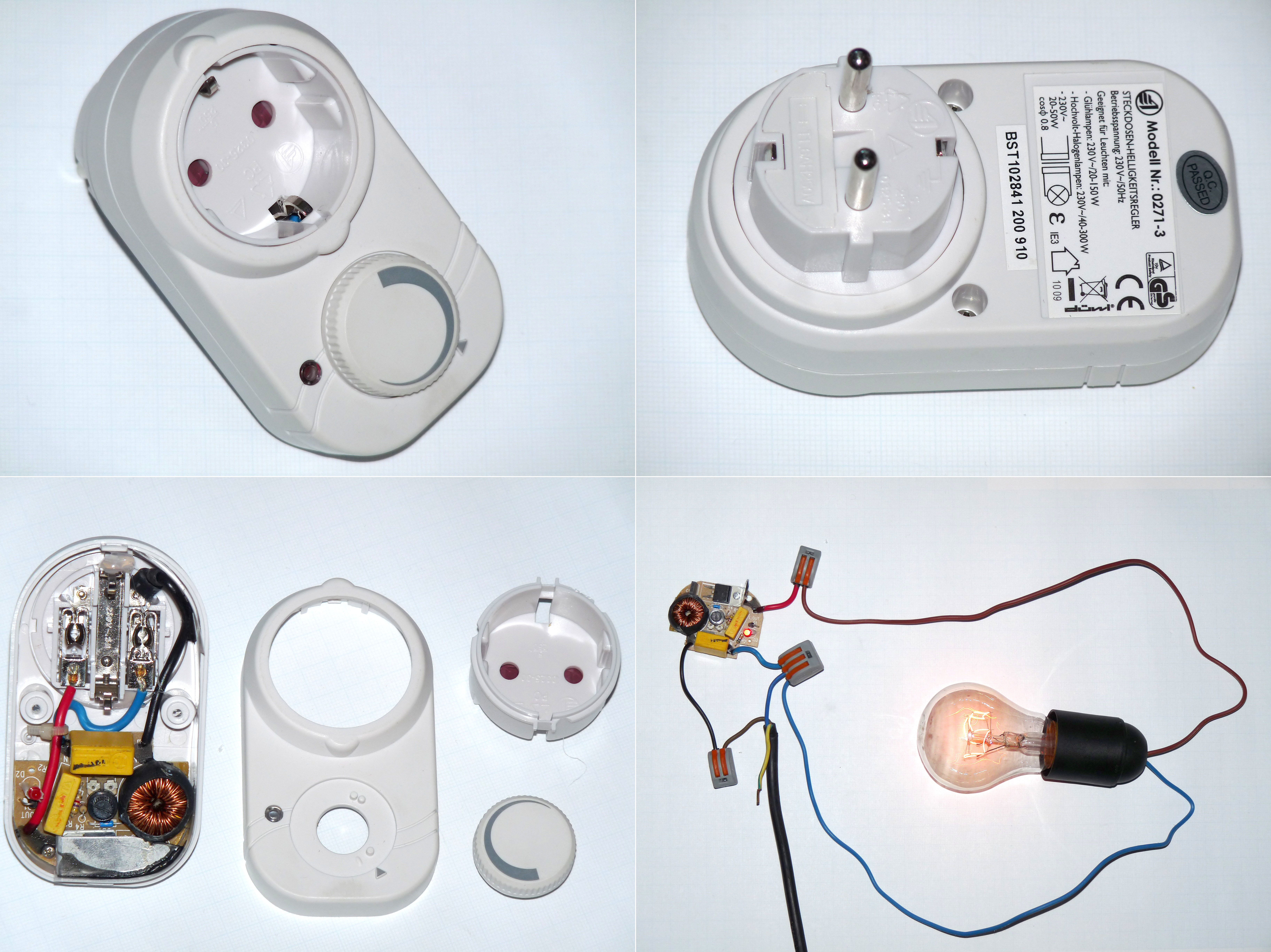
Drehknopf mit Schwellpfeil an Steckdosendimmer (insbesondere Bilder links)

## Weblink
- Drehknöpfe für Notfallgeräte, elektroniknet.de vom 18. August 2021.